# San-Giuliano
San-Giuliano é uma comuna francesa na região administrativa de Córsega, no departamento da Alta Córsega. Estende-se por uma área de 23,93 km². 